# Alien: Al 8-lea pasager
Alien: Al 8-lea pasager (1979) (titlu original Alien) reprezintă novelizarea filmului Alien, realizată de scriitorul american Alan Dean Foster. Acesta a scris și cărțile corespunzătoare continuărilor Aliens și Alien 3, dar anumite nemulțumiri legate de desfășurarea acțiunii celui din urmă l-au determinat să refuze orice colaborare ulterioară în cadrul francizei.

## Intriga
Echipajul remorcherului petrolier Nostromo este trezit din hibernare de computerul central al navei, care recepționase un semnal SOS venit de pe un asteroid. Cercetând locul, oamenii descoperă o navă abandonată de origine necunoscută, a cărei cală este plină cu forme ovoidale. În timp ce le cercetează, unul dintre ele se crapă și eliberează o creatură similară unei moluște, care îl atacă pe ofițerul executiv Kane și i se prinde de față, intrând într-un fel de simbioză cu el. Încercările echipajului de a îndepărta creatura sunt sistate în momentul în care înțeleg că aceasta secretă un acid capabil să penetreze pereții navei Nostromo, riscând s-o facă inutilizabilă.
Testele rulate asupra lui Kane indică faptul că acesta este perfect sănătos, deși pare că somnul profund în care este menținut și supraviețuirea sa se datorează simbiotului extraterestru. Acesta moare la un moment dat, iar Kane își revine miraculos în simțiri. Bucuria echipajului nu durează mult: abia decolează cu Nostromo ca să-și continue călătoria spre Pământ, că ofițerul Kane este ucis într-un mod oribil: o creatură hidoasă iese prin toracele lui într-o explozie de sânge și organe și se pierde în interiorul navei.
Se organizează rapid echipe de cercetare care să captureze monstrul și să-l arunce afară din navă (uciderea sa este exclusă, pentru a nu risca expunerea învelișului navei la efectele corozive ale acidului secretat de extraterestru). Creatura crește cu o viteză incredibilă și, curând, ajunge suficient de mare încât să devină ea un vânător periculos pentru oameni. Rând pe rând, membrii echipajului îi cad pradă, iar cei rămași sunt sistematic sabotați în tentativele lor de a-l prinde în capcană. Vinovatul pentru aceste eșecuri este descoperit în cele din urmă în persoana ofițerului științific Ash, care se dovedește a fi un robot trimis de Companie. El avea misiunea de a programa calculatorul navei să ajungă în zona epavei, să colecteze ouă de la bordul ei și să le aducă pe Pământ cu orice preț.
Ash este dezafectat, dar singura care reușește să părăsească nava într-o capsulă de salvare este Ripley. Ceilalți membrii ai remorcherului Nostromo, transformați de creatură în coconuri-incubatoare pentru progeniturile sale, sunt uciși în procesul de autodistrugere generat la bordul navei. Extraterestrul încearcă să plece și el cu naveta de salvare, dar Ripley reușește să-l expulzeze în spațiu, unde este ucis de expunerea la vidul cosmic.

## Personaje
Echipajul navei Nostromo
- Dallas - căpitan
- Kane - ofițer executiv
- Ripley - ofițer împuternicit
- Ash - ofițer științific, în realitate un robot al Companiei însărcinat cu aducerea pe pământ a unui exemplar al rasei extraterestre
- Lambert - navigator
- Parker - inginer
- Brett - tehnician
- Motanul Jones

## FrancizaAlien
În 1979, regizorul Ridley Scott lansa filmul Alien, având în rolul principal o actriță destul de puțin cunoscută, Sigourney Weaver. Succesul fulminant obținut de film, care a fost recompensat și cu Premiul Oscar pentru cele mai bune efecte vizuale, a determinat apariția mai multor romane, serii de benzi desenate, jocuri video și jucării.
Mai mult, 20th Century Fox l-a angajat pe James Cameron să realizeze o continuare a fimului. Aliens a apărut în 1986 și s-a bucurat, la rândul său, de un mare succes de casă. Șase ani mai târziu, același Cameron avea să regizeze al treilea film al seriei, intitulat Alien 3. După ce a fost lansat și filmul Alien: Renașterea (1992) acțiunea seriei s-a împletit cu cea a unei alte francize celebre, Predator. În 2012, Ridley Scott a revenit și a vrut să realizeze un film a cărui acțiune să o preceadă pe cea din Alien. Filmul, lansat în 2012, a fost modificat pe parcurs și s-a îndepărtat de o legătură directă cu franciza, rămânând însă în același univers.